# Morti nel 1095
| Questa pagina contiene informazioni ricavate automaticamente dalle voci biografiche con l'ausilio del template Bio e di un bot. L'aggiornamento è periodico e automatico e ricostruisce completamente la pagina. Se manca una persona in questa lista, sei pregato di non aggiungerla, ma accertati piuttosto che la sua voce biografica contenga il template Bio e che i dati anagrafici siano correttamente compilati. Se il template Bio manca, inseriscilo tu stesso o, in alternativa, metti l'avviso {{tmp\|Bio}} che ne segnala la mancanza. Se i dati riportati sono sbagliati, correggi direttamente la voce biografica; le modifiche saranno visibili in questa lista entro pochi giorni. Per chiarimenti vedi il progetto biografie. La lista contiene solo le 21 persone che sono citate nell'enciclopedia e per le quali è stato implementato correttamente il template Bio. Pagina aggiornata al 13 gen 2025. |

- 26 febbraio - Tutush I, sultano turco (n. 1066)
- 5 aprile - Geraldo di Sauve-Majeure, abate e santo francese
- 14 aprile - Giovanni di Montemarano, vescovo e santo italiano
- 14 giugno - Agapito di Pečers'k, monaco cristiano, medico e santo ucraino
- 18 giugno - Sofia d'Ungheria, principessa ungherese
- 29 luglio - Ladislao I d'Ungheria, re ungherese (n. 1040)
- 18 agosto - Olaf I di Danimarca, re danese (n. 1050)
- 2 settembre - Alberto da Prezzate, religioso italiano (n. 1025)
- 22 settembre - Arcimbaldo IV di Borbone, nobile francese (n. 1030)
- 12 ottobre - Leopoldo II di Babenberg, nobile tedesco (n. 1050)
- 23 ottobre - Enrico II di Laach, nobile tedesco
- Beatrice I di Bigorre, nobile franco
- Godred Crovan, re norrena
- Enrico III di Lovanio, nobile fiammingo
- Guglielmo I di Cerdanya, conte
- Haakon Magnusson di Norvegia, re norvegese (n. 1068)
- Muhammad al-Muʿtamid, sovrano arabo (n. 1039)
- Nizār ibn al-Mustanṣir bi-llāh, imam arabo (n. 1045)
- Ruben I d'Armenia (n. 1025)
- Shen Kuo, geologo, astronomo e ambasciatore cinese (n. 1031)
- Vulstano di Worcester, vescovo inglese (n. 1008)